# Колонтаївська сільська рада
Колонта́ївська сільська́ ра́да — адміністративно-територіальна одиниця та орган місцевого самоврядування у Краснокутському районі Харківської області. Адміністративний центр — село Колонтаїв.

## Загальні відомості
- Колонтаївська сільська рада утворена в 1920 році.
- Територія ради: 83,503 км²
- Населення ради: 1 280 осіб (станом на 2001 рік)
- Територією ради протікає річка Мерла.

## Населені пункти
Сільській раді були підпорядковані населені пункти:
- с. Колонтаїв
- с. Капранське
- с. Котелевка

## Склад ради
Рада складалася з 16 депутатів та голови.
- Голова ради: Гончаренко Леонід Михайлович
- Секретар ради: Сідельник Наталія Олексіївна

### Керівний склад попередніх скликань
| Прізвище, ім'я, по батькові  | Основні відомості                                                         | Дата обрання | Дата звільнення |
| ---------------------------- | ------------------------------------------------------------------------- | ------------ | --------------- |
| Гончаренко Леонід Михайлович | Сільський голова, 1963 року народження, освіта вища, безпартійний         | 26.03.2006   | 31.10.2010      |
| Гончаренко Леонід Михайлович | Сільський голова, 1963 року народження, освіта вища, член Партії регіонів | 31.10.2010   |                 |

Примітка: таблиця складена за даними сайту Верховної Ради України

### Депутати
За результатами місцевих виборів 2010 року депутатами ради стали:

#### За суб'єктами висування
| Суб'єкт висування                                       | Кількість обраних депутатів | %    |
| ------------------------------------------------------- | --------------------------- | ---- |
| Партія регіонів                                         | 9                           | 56,3 |
| Політична партія Всеукраїнське об'єднання «Батьківщина» | 2                           | 12,5 |
| Самовисування                                           | 2                           | 12,5 |
| Політична партія «Наша Україна»                         | 1                           | 6,3  |
| Політична партія «Сильна Україна»                       | 1                           | 6,3  |
| Соціалістична партія України                            | 1                           | 6,3  |

#### За округами
| № округу                                                | Прізвище, ім'я, по батькові   | Дата визнання обраним | Освіта  | Партійна приналежність                  | Відомості про обраного депутата                                  |
| ------------------------------------------------------- | ----------------------------- | --------------------- | ------- | --------------------------------------- | ---------------------------------------------------------------- |
| Партія регіонів                                         |                               |                       |         |                                         |                                                                  |
| 3                                                       | Олійник Павло Васильович      | 03.11.2010            | вища    | член Партії регіонів                    | СВК «Колонтаївське», головний агроном                            |
| 5                                                       | Сідельник Наталія Олексіївна  | 03.11.2010            | вища    | позапартійна                            | Колнтаївська сільська рада, секретар                             |
| 6                                                       | Собко Євгенія Віталіївна      | 03.11.2010            | середня | позапартійна                            | тимчасово не працює                                              |
| 7                                                       | Яковлєв Олександр Григорович  | 03.11.2010            | середня | член Партії регіонів                    | тимчасово не працює                                              |
| 8                                                       | Котляр Тетяна Миколаївна      | 03.11.2010            | вища    | позапартійна                            | Колонтаївська сільська рада, бухгалтер                           |
| 9                                                       | Шейко Тетяна Миколаївна       | 03.11.2010            | вища    | член Партії регіонів                    | тимчасово не працює                                              |
| 13                                                      | Сургай Віктор Олексійович     | 03.11.2010            | вища    | позапартійний                           | тимчасово не працює                                              |
| 14                                                      | Ємельянова Ганна Петрівна     | 03.11.2010            | середня | член Партії регіонів                    | пенсіонер                                                        |
| 16                                                      | Биковець Юлія Володимирівна   | 03.11.2010            | вища    | член Партії регіонів                    | Колонтаївська АСЛ, молодша медсестра                             |
| Політична партія Всеукраїнське об'єднання «Батьківщина» |                               |                       |         |                                         |                                                                  |
| 1                                                       | Касьян Борис Анатолійович     | 03.11.2010            | вища    | позапартійний                           | НГДУ Охтирка Нафтогаз, оператор                                  |
| 15                                                      | Зіненко Олексій Павлович      | 03.11.2010            | середня | позапартійний                           | тимчасово не працює                                              |
| Політична партія «Наша Україна»                         |                               |                       |         |                                         |                                                                  |
| 4                                                       | Кравцов Іван Анатолійович     | 03.11.2010            | вища    | член Політичної партії «Наша Україна»   | фермерське господарство «Кравцових», головний агроном            |
| Політична партія «Сильна Україна»                       |                               |                       |         |                                         |                                                                  |
| 2                                                       | Твердохліб Ольга Миколаївна   | 03.11.2010            | середня | член Політичної партії «Сильна Україна» | тимчасово не працює                                              |
| Соціалістична партія України                            |                               |                       |         |                                         |                                                                  |
| 11                                                      | Явтушенко Ванда Олександрівна | 03.11.2010            | середня | член Соціалістичної партії України      | Краснокутський тер центр, соц робітник                           |
| Самовисування                                           |                               |                       |         |                                         |                                                                  |
| 10                                                      | Гончаренко Любов Іванівна     | 03.11.2010            | вища    | позапартійна                            | Колонтаївська загальноосвітня школа, вчитель                     |
| 12                                                      | Пахуча Валентина Юріївна      | 03.11.2010            | вища    | позапартійна                            | Колонтаївська амбулаторія сімейного лікаря, в/о головного лікаря |